# Mark Adler (Mathematiker)
Mark Alan Adler (* 16. Dezember 1950) ist ein US-amerikanischer Mathematiker.
Adler studierte Mathematik an der Cooper Union School of Engineering and Science (Bachelorabschluss 1972) und wurde 1976 am Courant Institute of Mathematical Sciences of New York University bei Jürgen Moser promoviert. Als Post-Doktorand war er an der University of Wisconsin–Madison, 1978 Assistant Professor an der University of Minnesota, 1979 am Massachusetts Institute of Technology und Max-Planck-Institut für Mathematik in Bonn und ab 1980 Assistant Professor an der Brandeis University. 1982 wurde er dort Associate Professor und 1989 Professor. 1991 bis 1993 war er dort Vorstand der Mathematik-Fakultät.
Adler befasst sich mit integrablen dynamischen Systemen und deren Zusammenhang mit endlich dimensionalen und unendlich dimensionalen Lie-Algebren, Matrix-Integralen und Zufallsmatrizen (und Zufallsprozessen), wobei er über viele Jahre eng mit Pierre van Moerbeke (ebenfalls Professor an der Brandeis University) zusammenarbeitete.
1981 bis 1983 war er Sloan Research Fellow.

## Schriften
- mit Pierre van Moerbeke und Pol Vanhaecke: Algebraic integrability, Painlevé Geometry and Lie Algebras (= Ergebnisse der Mathematik und ihrer Grenzgebiete. Folge 3, 47). Springer, Berlin u. a. 2004, ISBN 3-540-22470-X.